# Martha Canga Antonio
Martha da Rossa Canga Antonio of Martha Da'ro (Bergen, 1995) is een Belgische actrice en zangeres van Angolese afkomst. Ze brak in 2015 door met haar rol in de film Black.

## Biografie
Martha Canga Antonio werd in Bergen geboren als de dochter van Angolese ouders. Ze groeide op in Luik en Mechelen. Ze spreekt Nederlands, Frans, Portugees, Spaans en Engels.
Canga Antonio studeerde communicatiemanagement aan Erasmushogeschool Brussel toen ze in 2014 uit 450 kandidaten geselecteerd werd om het personage Mavela te vertolken in de film Black van regisseurs Adil El Arbi en Bilall Fallah. Ze had geen enkele acteerervaring maar werd toch geselecteerd door de filmmakers. Ter voorbereiding op de opnames moest ze de films La haine (1995), Cidade de Deus (2002) en La Vie d'Adèle (2013) bekijken.  In november 2015 werd ze op het Black Nights Film Festival uitgeroepen tot beste actrice. In december 2015 werd ze ook genomineerd als European Shooting Star op het filmfestival van Berlijn.
Naast actrice is Canga Antonio ook zangeres bij de groep Soul'Art. Dit vijftal brengt hiphop en soul in het Nederlands, Frans en Engels.
In het najaar van 2018 lanceerde Canga Antonio haar carrière als solo-zangeres onder de naam Martha Da’ro met de single Summer Blues. 

## Prijzen en nominaties
| Jaar | Prijs                              | Categorie     | Film  | Uitslag  |
| ---- | ---------------------------------- | ------------- | ----- | -------- |
| 2015 | Tallinn Black Nights Film Festival | Beste actrice | Black | Gewonnen |

## Discografie
- 2018: Summer Blues (single)
- 2020: Cheap Wine & Paris (ep)[9]

## Filmografie
- 2018: Over water (televisieserie)
- 2018: A Girl from Mogadishu
- 2017: La Forêt (televisieserie)
- 2015: Black
- 2019: Cleo
- 2023: Lupin seizoen 3 (Franse televisieserie)

## Theateroverzicht
- 2018: De wereld redden (bij Arsenaal/Lazarus, met Johannes Genard en Pieter Genard)[10]